# 安德裕
安德裕（940年—1002年），字益之，一字師皋。籍贯河南洛阳，先世为粟特人。 
後晉成德軍節度使安重榮之子。生於晉高祖天福五年（940年），安重荣敗亡後，德裕被秦習收养，德裕“博貫文史。精於禮傳，嗜《西漢書》”，宋太祖开宝二年（969年）己巳科状元。历任归州军事推官、大理寺丞、著作郎、秘书丞。著有《军记》、《图经》三卷。太平兴国八年（983年），任秦州通判。至道元年（995年），进献《九弦琴五弦阮颂》。出知睦州。卒於宋真宗咸平五年（1002年）。其子安守亮亦為狀元。